# Introdacqua
Introdacqua (im lokalen Dialekt Ndredàque) ist eine italienische Gemeinde mit 1942 Einwohnern (Stand 31. Dezember 2023) in der Provinz L’Aquila in den Abruzzen. Die Gemeinde liegt etwa 60 Kilometer südöstlich von L’Aquila und gehört zur Comunità montana Peligna.